# Stocking
Stocking är en ort och tidigare kommun i Österrike. Den ligger i distriktet Leibnitz i förbundslandet Steiermark.
Den 1 januari 2015 delades kommunen upp på kommunerna Wildon och Sankt Georgen an der Stiefing.
Kommunen bestod av sju orter (Ortschaften):
- Orter som tillföll kommunen Wildon:
  - Afram
  - Aug
  - Stocking
  - Sukdull
- Orter som tillföll kommunen Sankt Georgen an der Stiefing
  - Alla
  - Hart bei Wildon
  - Neudorf